# Czesław Bieżanko
Czesław Marian Bieżanko (Kielce, 22 de novembro de 1895 – Pelotas, 1986) foi um Entomologista polonês de reconhecida autoridade em borboletas sul-americanas.
Filho de Roman Eugeniusz Bieżanko e Zofia Borzęcki. Seu pai foi um insurgente revolucionário ferido em Małogoszcz. Foi educado em universidades de Varsóvia e Poznan, em 1931 mudou-se para o Brasil. A partir de 1946, tornou-se professor de química e física na Faculdade de Agronomia na cidade de Pelotas (atualmente Universidade Federal de Pelotas). Em 1963, foi condecorado pelo governo brasileiro com a Ordem Nacional do Cruzeiro do Sul por seus implementos e inovações no cultivo dos grãos de soja no Rio Grande do Sul. Em 1974, recebeu o título de Doutor Honoris Causa pela Universidade de Agricultura em Lublin.
Bieżanko estabeleceu a classificação genérica das borboletas. Duas famílias de borboletas são nomeadas em sua homenagem e onze espécies entomológicas carregam seu nome. Ele é autor de várias publicações científicas no campo da entomologia.